# Caroline Fletcher
Caroline Fletcher   (Denver, 22 de novembre de 1906 - 3 d'abril de 1998) va ser una saltadora estatunidenca que va competir durant la dècada de 1920.
El 1924 va prendre part en els Jocs Olímpics de París, on va guanyar la medalla de bronze en la prova del trampolí de 3 metres del programa de salts. Aquell mateix any guanyà el campionat a cobert de trampolí de 3 metres de l'Amateur Athletic Union (AAU).